# Byblis liniflora
Byblis liniflora là một loài thực vật ăn thịt thuộc họ Byblidaceae. Loài này có ở Úc, Indonesia, và Papua New Guinea.

## Hình ảnh

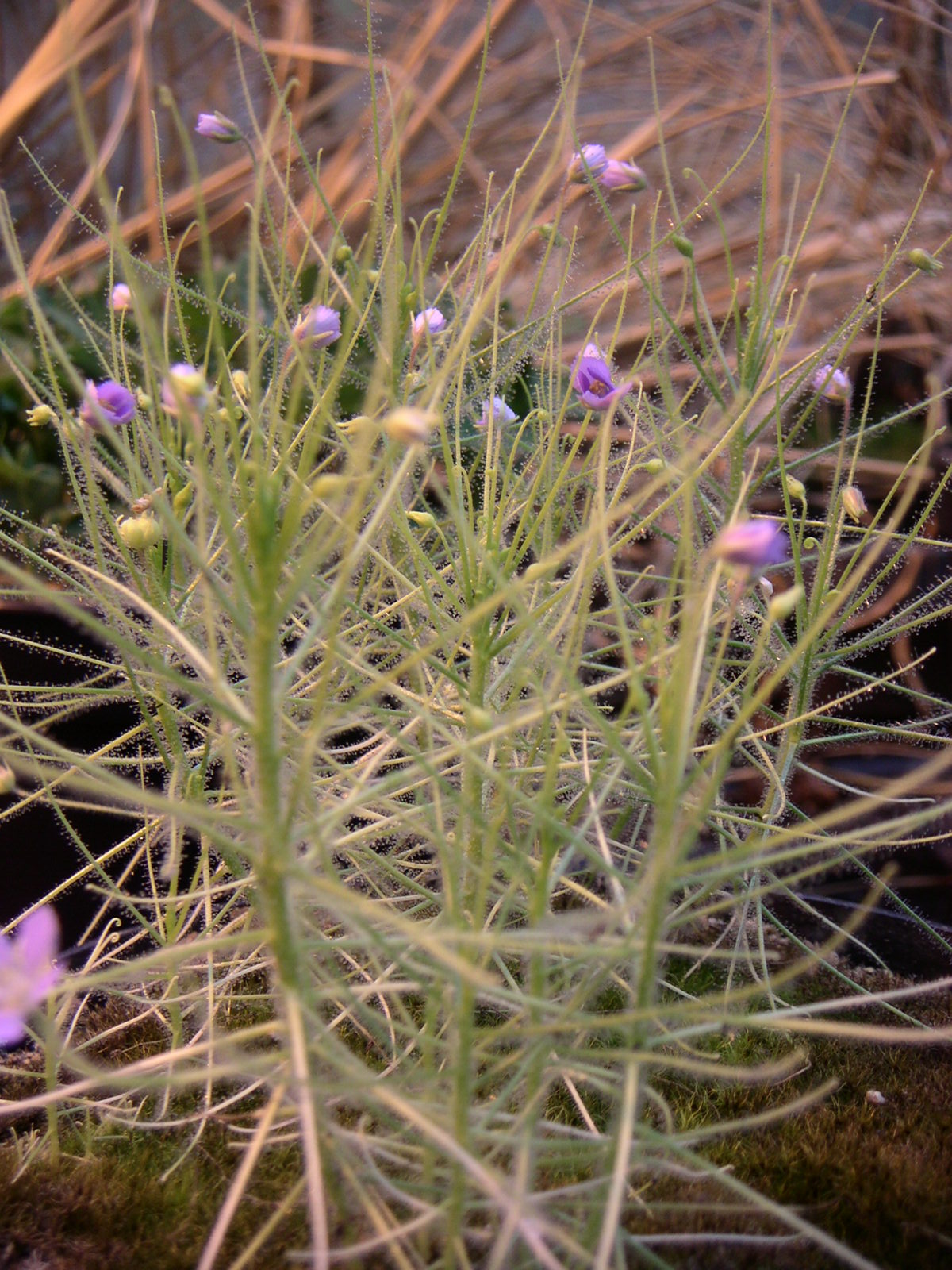
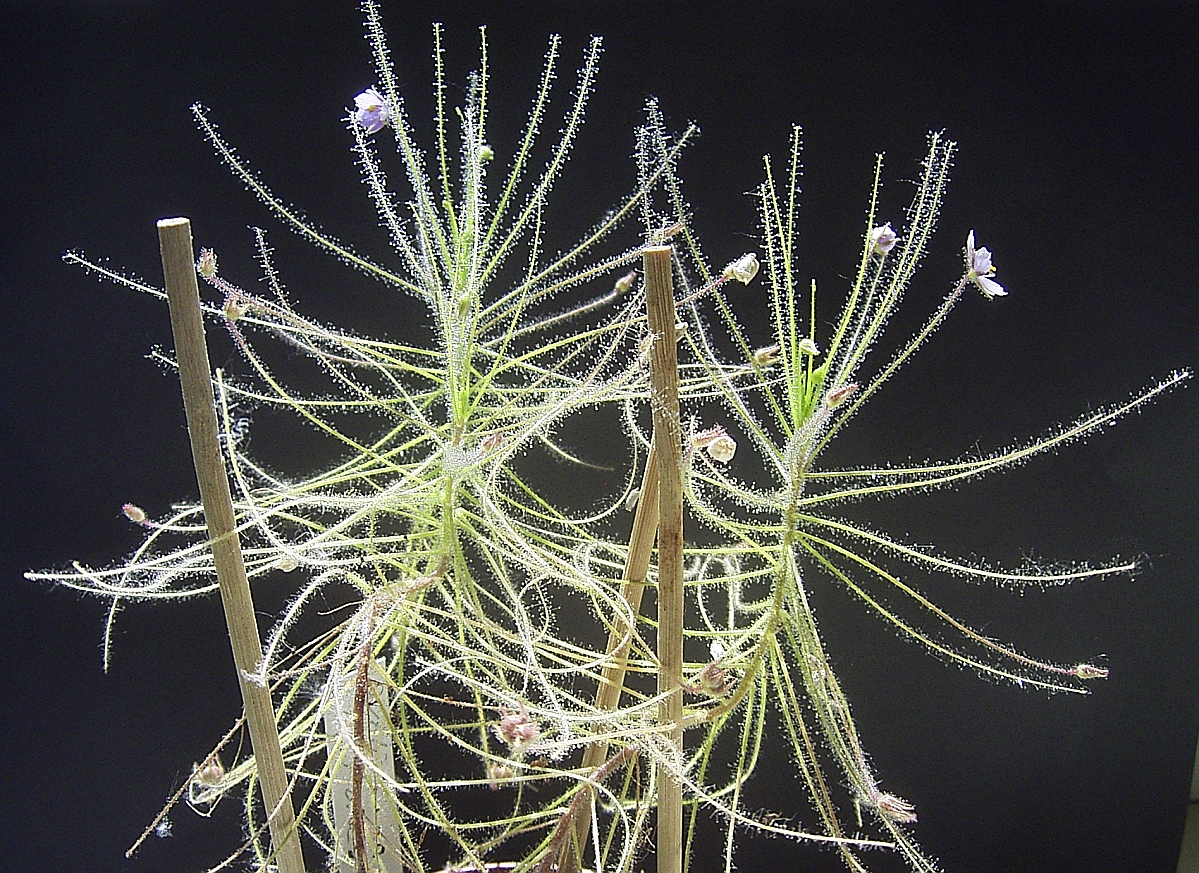
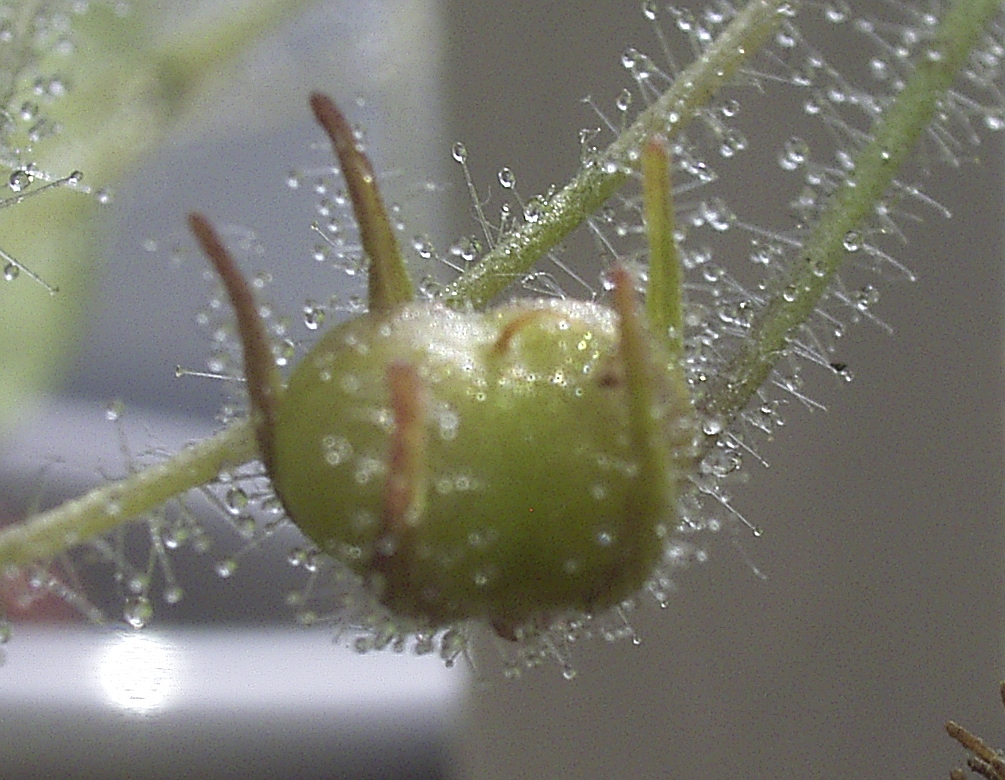
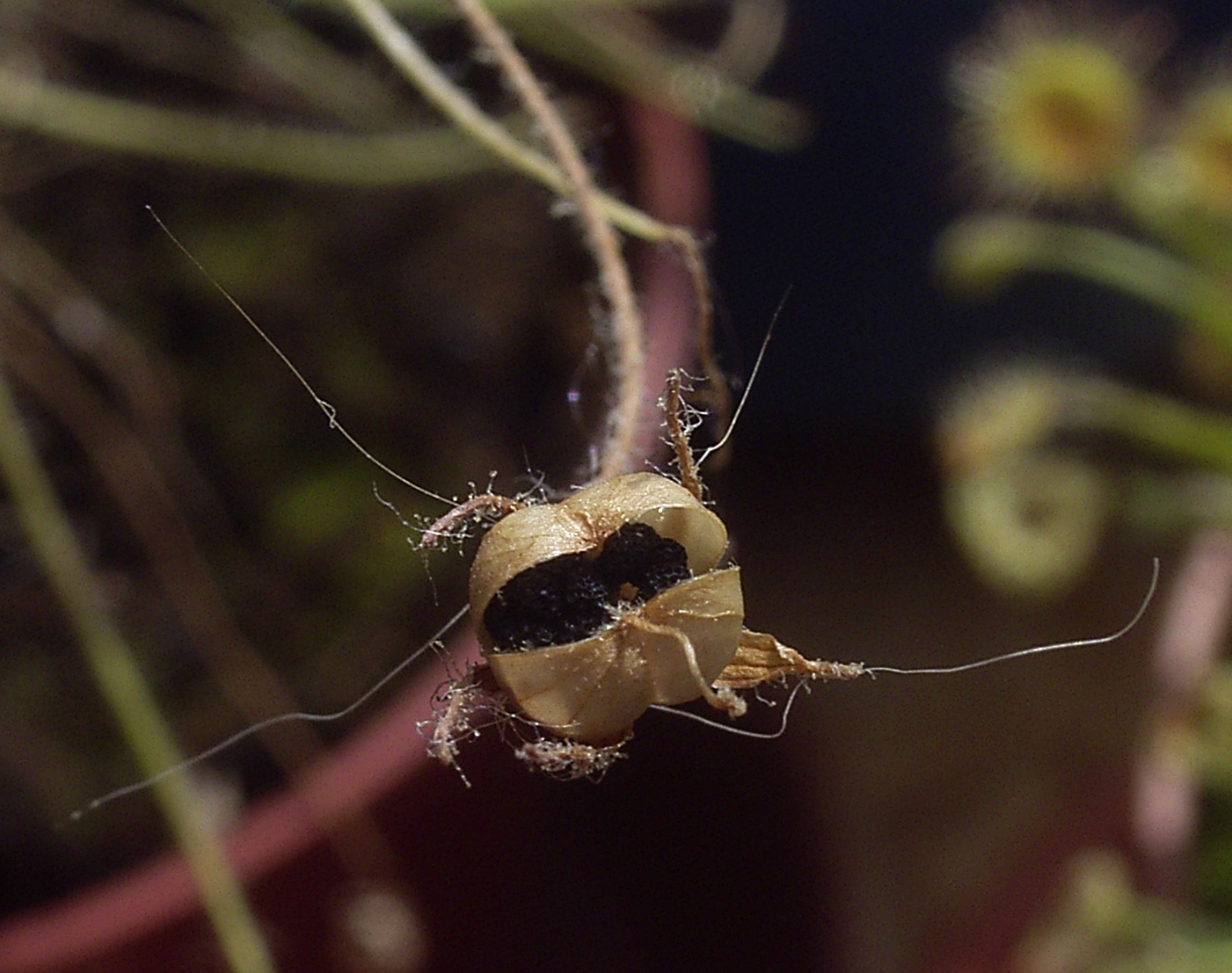